# Josip Marohnić
Josip Marohnić (Hreljin, 12. studenog 1866. – Pittsburgh, 23. siječnja 1921.) do današnjih dana ostao je jedan od najistaknutijih Hrvata Sjeverne Amerike.
Rođen je u Hreljinu i živio je u SAD-u 28 godina, gdje je emigrirao 1893. godine.
Prvi posao bio mu je u čikaškoj tiskari, no uskoro je otvorio vlastitu tiskaru i počeo tiskati knjige, izdavati novine, vlastite pjesme i književna djela. Godine 1897. seli u Pittsburgh gdje se priključuje zajednici hrvatskih iseljenika i jedan je od utemeljitelja Hrvatske bratske zajednice.
Ime Josipa Marohnića nose ulice u Zagrebu, Rijeci, a u Karlovcu šetalište nosi njegovo ime.

## Vanjske poveznice
- Hrvatska Bratska Zajednica